# Puklica (wieś)
Puklica – wieś w Chorwacji, w żupanii bielowarsko-bilogorskiej, w gminie Đulovac. W 2011 roku liczyła 106 mieszkańców.